# Ionisch (toonladder)
De ionische toonladder  (soms, ouderwets: jonische) is een van de zeven hoofdkerktoonladders of modi zoals die in de westerse muziek worden gebruikt. Zo'n toonladder hoort men door op een piano vanaf de C een octaaf op de witte toetsen omhoog te spelen tot de eerstvolgende C. De zo verkregen opeenvolging van hele en halve toonafstanden is het kenmerkende voor deze toonladder. Voor de toonladder die begint met de stamtoon C is deze opeenvolging:
C 1 D 1 E ½ F 1 G 1 A 1 B ½ C
De ionische ladder is gelijk aan de majeurtoonladder.
De ionische toonladder wordt gebruikt op majeurakkoorden en majeur 7-akkoorden met dezelfde grondtoon als de toonladder. C Ionisch kan dus worden gebruikt op een C-majeur akkoord of een C-majeur 7-akkoord. Dit kan verklaard worden door het akkoord van de grondtoon van de toonladder op te bouwen. Een akkoord wordt gevormd door het opeenstapelen van tertsen. Als we dit toepassen op de ionische toonladder van C hebben we als grondtoon C (I), als terts E (III), als kwint G (V) en als septiem B (VII). De drieklank die wordt gevormd is de C-majeurdrieklank. De gevormde vierklank is C-majeur 7. Dit verklaart waarom C ionisch goed klinkt op deze akkoorden. De ionische toonladder kan ook over hele akkoordprogressies worden gebruikt. Over een progressie die uitsluitend akkoorden uit C majeur bevat, kan zonder probleem C-ionisch worden gespeeld,  omdat alle akkoorden uit C-majeur zijn opgebouwd uit de tonen van de ionische toonladder. De akkoorden uit C-majeur heten de diatonische akkoordenreeks van C majeur. Deze zijn Cmaj7-Dm7-Em7-Fmaj7-G7-Am7-Bm7b5. Al deze akkoorden bevatten uitsluitend tonen van de C-majeurtoonladder of C-ionische toonladder. Als er in een akkoordprogressie enkel akkoorden staan uit zo'n diatonische akkoordenreeks, kan over heel deze progressie de ionische toonladder gebruikt worden.
De ionische toonladder behoort eigenlijk niet tot de acht modi die men in de middeleeuwen kende, maar is samen met de eolische modus in 1547 opgetekend door de Zwitserse theoreticus Glareanus in zijn Dodekachordon.

## Voorbeelden van ionische toonladders
C ionisch
D ionisch
Ionisch ·
Dorisch · 
Frygisch ·
Lydisch ·
Mixolydisch ·
Eolisch ·
Locrisch